# Microtome pallidilinea
Microtome pallidilinea är en fjärilsart som beskrevs av W. Warren 1903. Microtome pallidilinea ingår i släktet Microtome och familjen mätare. Inga underarter finns listade i Catalogue of Life.